# Скутелум
Скутелум или штитић је задњи део мезонотума код инсеката. Код риличара (Hemiptera) и неких тврдокрилаца (Coleoptera) скутелум је троугаона плочица иза пронотума а између корена крила. Код двокрилаца (Diptera) и опнокрилаца (Hymenoptera) скутелум је готово увек уочљив али мањи.
- Скутелуми код разних инсеката
- 26 = Скутелум стенице
- 6 = Скутелум муве
- 9 = Скутелум тврдокрилца
- 10 = Скутелум мрава